# 효성공황후
효성공황후(孝誠恭皇后, 생몰년 미상)은 남명의 추존황제 공종(恭宗) 주상순(朱常洵)의 정비이자, 추존황후이다. 성씨는 요씨(姚氏)이나, 전씨(田氏)라는 설도 있다.
그녀의 일생에 대해서는 알려진 것이 없다. 숭정 17년(1644년) 홍광제가 즉위하자 복충왕(福忠王) 주상순을 공종효황제(恭宗孝皇帝)로, 복충왕비(福忠王妃)를 효성단혜자순정목황태후(孝誠端惠慈順貞穆皇太后)로 추존하였다. 영력제 때, 시호를 효성단혜자순정목부천독성공황후(孝誠端惠慈順貞穆符天篤聖恭皇后)로 다시 올렸다.